# Franciszek Lewcio
Franciszek Lewcio (ur. 22 września 1897 w Głogowcu, zm. wiosną 1940 w Charkowie) – podpułkownik administracji Wojska Polskiego, ofiara zbrodni katyńskiej.

## Życiorys
Urodził się w Głogowcu w rodzinie Wojciecha i Wiktorii z domu Perykasz. Od 1912 roku był członkiem Polskich Drużyn Strzeleckich. Uczęszczał do C. K. Gimnazjum w Jarosławiu Po wybuchu I wojny światowej służył w Legionach, w I Brygadzie. Wg innych źródeł służył w latach 1914–1918 w armii austriackiej, po skończeniu szkoły oficerskiej, walczył na froncie włoskim.
W 1918 roku wstąpił do Wojska Polskiego, został przydzielony do 14 pułku piechoty Ziemi Kujawskiej. Po zakończeniu działań wojennych pozostał w wojsku, został zweryfikowany do stopnia kapitana ze starszeństwem z dniem 1 czerwca 1919 roku. W drugiej połowie lat 20. został oddelegowany do Oddziału II Sztabu Generalnego. 2 kwietnia 1929 został mianowany majorem ze starszeństwem z 1 stycznia 1929 i 60. lokatą w korpusie oficerów piechoty. Z dniem 1 sierpnia 1930 został przeniesiony z Ekspozytury Oddziału II SG do Dowództwa Okręgu Korpusu Nr VII w Poznaniu na stanowisko kierownika Samodzielnego Referatu Informacyjnego. Z dniem 1 maja 1934 roku został przeniesiony do Biura Personalnego Ministerstwa Spraw Wojskowych w Warszawie. Na tym stanowisku pozostawał do września 1939 roku. Na stopień podpułkownika został mianowany ze starszeństwem z 19 marca 1938 i 4. lokatą w korpusie oficerów administracji, grupa administracyjna. W marcu 1939 nadal pełnił służbę w Biurze Personalnym MSWojsk. na stanowisku szefa Wydziału II Oficerów Służby Stałej.

W czasie kampanii wrześniowej 1939 – po agresji ZSRR na Polskę – w nieznanych okolicznościach dostał się do niewoli sowieckiej i osadzono go w obozie w Starobielsku. Wiosną 1940 został zamordowany przez funkcjonariuszy NKWD w Charkowie i pogrzebany potajemnie w bezimiennej mogile zbiorowej w Piatichatkach, gdzie od 17 czerwca 2000 mieści się oficjalnie Cmentarz Ofiar Totalitaryzmu w Charkowie. Figuruje na Liście Starobielskiej NKWD, pod poz. 1889.
5 października 2007 minister obrony narodowej Aleksander Szczygło mianował go pośmiertnie na stopień pułkownika. Awans został ogłoszony 9 listopada 2007 w Warszawie, w trakcie uroczystości „Katyń Pamiętamy – Uczcijmy Pamięć Bohaterów”.

## Ordery i odznaczenia
- Krzyż Srebrny Orderu Wojskowego Virtuti Militari nr 2374[17] (1921)[18]
- Krzyż Kawalerski Orderu Odrodzenia Polski (11 listopada 1936)[7]
- Srebrny Krzyż Zasługi (10 listopada 1928)[19][7]
- Medal Pamiątkowy za Wojnę 1918–1921[9]
- Medal Dziesięciolecia Odzyskanej Niepodległości[9]